# A Revolution Transmission
A Revolution Transmission è il terzo album in studio della band hardcore punk Stretch Arm Strong, pubblicato nel 2001 dalla Solid State Records.

## Tracce
1. Means To An End
2. Worst Case Scenario
3. Truth About Iowa
4. For The Record
5. Take Back Control
6. When Words Escape
7. Kill The Light
8. Still Believe, Pt. 2
9. Dreams Away
10. Positive Aspects Of Negativity
11. Transmission Demolition
12. Parasite Complex
13. Angels Of The Silences (Cover dei Counting Crows)

## Formazione
- Chris McLane - voce
- David Sease - chitarra
- Chris Andrews - basso
- John Barry - batteria